# 필립 아서 피셔
필립 아서 피셔(영어: Philip Arthur Fisher, 1907년 9월 8일~2004년 3월 11일, 캘리포니아주 샌프란시스코)는 성장 투자 전략의 지지자였다.

## 경력
필립 피셔의 경력은 1928년 새로 설립된 스탠포드 경영대학원을 중퇴하고 앵글로-런던 은행에서 증권 분석가로 일하면서 시작되었다. 샌프란시스코에서. 잠시 증권거래소로 전향한 후 1931년에 자신의 자금 관리 회사인 피셔 & 코(Fisher & Co.)를 설립했다. 1999년 91세의 나이로 은퇴할 때까지 회사의 업무를 관리했으며, 상당한 수익을 올린 것으로 알려졌다. 그의 고객은 엄청난 투자 이익을 얻는다.
실리콘 밸리라는 이름이 알려지기 약 50년 전에 시작했지만 연구 개발을 중심으로 한 혁신적인 기업을 전문적으로 다루었다. 장기투자를 실천했고, 좋은 기업을 합리적인 가격에 사려고 노력했다. 인터뷰를 거의 하지 않는 매우 사적인 사람이었으며 자신이 맡은 고객에 대해 매우 선별적이었다. 1958년 첫 번째 책을 출판할 때까지 대중에게 잘 알려지지 않았다. 이 시점에서 피셔의 인기는 극적으로 상승했고 그를 성장 투자 분야의 선구자로서 전설적인 지위로 끌어올렸다. 모닝스타는 그를 "역사상 가장 위대한 투자자 중 한 명"이라고 불렀다. 커먼 스톡스 앤드 언커먼 프로피츠(Common Stocks and Uncommon Profits)에서 피셔는 주식을 판매하기에 가장 좋은 시기는 "거의 절대"가 아니라고 말했다. 그의 가장 유명한 투자는 1955년 라디오 제조업체였던 모토로라를 인수하여 죽을 때까지 소유한 것이다. 피셔는 회사에 대한 정보를 꼼꼼하게 검색하는 "scuttlebutt" 또는 "grape vine" 도구를 사용하고 확산시킨 것으로 기억된다. "scuttlebutt"를 수행하면 더 나은 분석 및 평가 기반으로 인해 더 많은 정보를 바탕으로 결정을 내릴 수 있다.
2018년 버크셔 해서웨이 연례 주주총회에서 워렌 버핏은 피셔의 보통주와 흔하지 않은 이익을 "매우, 아주 좋은 책"이라고 불렀다. 또한 피셔의 "scuttlebutt" 기술을 사용하는 것이 버크셔 해서웨이의 테드 웨슬러(Ted Weschler)와 토드 콤스(Todd Combs)가 여전히 사용하는 좋은 투자 방법임을 설명했다. 존 트레인(John Train)은 워렌 버핏을 벤자민 그레이엄의 영향을 85%, 필립 피셔의 영향을 15%로 묘사했다.

## 같이 보기
- 토머스 로 프라이스